# Wieke Kaptein
Wieke Kaptein (Hengelo, 29 augustus 2005) is een voetbalspeelster uit Nederland.
Ze maakte als 15-jarige haar debuut in de Champions League-kwalificatie. Kort daarop maakte ze ook haar debuut voor FC Twente in de Vrouwen Eredivisie. Sinds 2024 komt Kaptein voor Chelsea FC uit in de Super League.

## Clubcarrière
Kaptein begon in de jeugd van Achilles '12. Ze kwam vervolgens in het beloftenelftal van FC Twente, dat in de Beloften-competitie speelt. Op 15-jarige leeftijd krijgt ze een profcontract bij FC Twente, die haar vervolgens bij de selectie van het eerste elftal voegt. In haar debuutseizoen wist Kaptein met de Enschedese club meteen kampioen van de Vrouwen Eredivisie te worden. In 2023 tekende Kaptein een contract bij Chelsea FC, maar kwam ze in het seizoen 2023/24 op huurbasis uit voor FC Twente. Dat seizoen wist ze opnieuw kampioen van de Vrouwen Eredivisie met de Enschede club te worden.
In de zomer van 2024 maakte ze de overstap naar Chelsea FC. In een Champions League wedstrijd keerde ze op 17 oktober 2024 terug in De Grolsch Veste waar ze haar oude team FC Twente met 3-1 wist te verslaan.

## Statistieken
| Seizoen | Club             | Land      | Competitie              | Wedstrijden | Doelpunten |
| ------- | ---------------- | --------- | ----------------------- | ----------- | ---------- |
| 2021/22 | FC Twente        | Nederland | Vrouwen Eredivisie      | 20          | 0          |
| 2022/23 | FC Twente        | Nederland | Vrouwen Eredivisie      | 20          | 3          |
| 2023/24 | → FC Twente      | Nederland | Vrouwen Eredivisie      | 22          | 3          |
| 2024/25 | Chelsea FC Women | Engeland  | FA Women's Super League | 5           | 1          |
| Totaal  | Totaal           | Totaal    | Totaal                  | 67          | 7          |

Bijgewerkt op 14 november 2024.

## Interlandcarrière
Kaptein speelde viermaal voor Nederland O15, haar debuutwedstrijd was op 21 mei 2019.
In april 2023 maakte Kaptein haar debuut voor de Oranje Leeuwinnen. In een oefeninterland tegen Polen maakte ze haar eerste officiële minuten. Door haar uitstekende seizoen bij Twente waarin ze als 17-jarige de motor op het middenveld van FC Twente vormde, was ook bondscoach Andries Jonker overtuigd van Kaptein en besloot hij haar te selecteren voor het WK Vrouwen 2023 in Australië en Nieuw-Zeeland. Op 1 augustus 2023 maakte Kaptein als jongste Nederlandse speelster ooit haar WK-debuut bij het eerste vrouwenelftal, in de met 7-0 gewonnen groepswedstrijd tegen Vietnam.

## Erelijst
FC Twente
2x Eredivisie: 2021/22, 2023/24
1× KNVB Beker: 2022/23
1x Eredivisie cup: 2021/22, 2022/23, 2023/24
2× Supercup: 2022/23, 2023/24
Persoonlijk
Eredivisie Talent van het jaar: 2021/22
1: Van Domselaar ·
2: Wilms ·
3: Van der Gragt ·
4: Nouwen ·
5: Dongen ·
6: Roord ·
7: Beerensteyn ·
8: Spitse ·
9: Snoeijs ·
10: Van de Donk ·
11: Martens · 12: Bayings · 13: R. Jansen · 14: Groenen · 15: Dijkstra · 16: Kop · 17: Pelova · 18: Casparij · 19: Kaptein · 20: Janssen · 21: Damaris · 22: Brugts · 23: Weimar · Coach: Jonker